# За новия интелектуалец
„За новия интелектуалец“ (на английски: For the New Intellectual) е книга на Айн Ранд, издадена през 1961 г. Това е нейната първа научна книга. По-голяма част от съдържанието представлява откъси от романите на Айн Ранд, придружени от обширно есе, което се фокусира върху историята на философията.
Книгата излиза на българския книжен пазар през 2008 г., публикувана от издателска къща МаК 

### „Изворът“
- Природата на хората втора ръка

Първият откъс е от разговора между Хауърд Роурк и неговия приятел Гейл Уайнънд, в който Роурк обяснява до какви изводи е стигнал за психологията на тези, които са движени от подбуди, противоположни на неговите.
- Душата на колективиста

Вторият откъс е изповедта на антипода на Роурк и негов основен враг, Елсуърт М. Тухи, архитектурен критик и социолог, който прекарва живота си в чертаене на контурите на едно бъдещо колективистично общество. Той се обръща към една от своите жертви.
- Душата на индивидуалиста [5]

Това е речта, която Хауърд Роурк произнася в своя защита като подсъдим за това, че е взривил строежа на държавен жилищен комплекс; той го е проектирал за друг архитект, Питър Кийтинг; като споразумението е било комплексът да бъде построен точно според проекта на Роурк; споразумението е нарушено от държавната агенция; двамата архитекти нямат нито законова защита, нито им е позволено да съдят държавата.

### „Атлас изправи рамене“
- Смисълът на парите

Това е словото, произнесено от Франсиско Д‘Анкония, индустриалец в сферата на медодобива, наследник на огромно богатство, най-близкият приятел на Голт и първият, присъединил се към неговата стачка.
- Мъченичеството на индустриалеца

Това е част от разговора между Франсиско Д‘Анкония и Ханк Риърдън, човек издигнал се сам до положение на най-големия индустриалец в стоманодобивната промишленост в страната (САЩ). (Говори Франциско).
- Моралният смисъл на капитализма

Това са свидетелските показания на Ханк Риърдън, дадени по време на воденото срещу него съдебно производство за незаконна продажба на метална сплав – създадена от него, но поставена под режим на държавен контрол и разпределение.
- Смисълът на секса

Това е част от разговора между Франциско Д‘Анкония и Ханк Риърдън, които са влюбени в една и съща жена, макар и никой от двамата да не го знае.
- От всекиго според способностите, всекиму според потребностите

Това е историята на случилото се в компанията за двигатели „Двадесети век“ – където горецитираният лозунг е приложен на практика – такава, каквато я разказва един от оцелелите.
- Забравеният човек на социалноотговорната медицина

Това е обяснението, дадено от изтъкнат мозъчен хирург, защо се е присъединил към стачката на Голт.
- Артистичната натура

Това е откъс от разговора между Дагни Тагарт, героинята на разказа, и Ричард Хали, велик композитор, който стачкува.
- Говори Джон Голт[14]

Това е философията на обективизма 

### Главното есе
Главното есе обсъжда историята на философията, поставяйки особено силен акцент вурху заблудите и грешките, допускани във времето. Авторът използва два термина, за да илюстрира най-всеизвестните (според нея) типажи, които са играли важна роля в историята на философията:„Атила“ и „Шамана“. По нейни думи те стоят в основата на злото. Атила е човек, използвал физическа сила (жестокост) за постигане на целите си. Шаманът е човек (предимно философ, религиозна личност или друг вид интелектуалец), използвал слова и писания, за да настрои хората против рационалната им преценка, често в полза на Атила, у когото е властта.
Тя приключва своето есе с думи на надежда, че „новият интелектуалец“ (оттук името на есето и книгата) ще придобие известност. Новият интелектуалец ще насърчава използването на разума и чрез него ще убеждава, наместо да се уповава на насилие или на заплахи за насилие, с цел да убеждава чрез страх.